# Алмалинський сільський округ (Атирауська міська адміністрація)
Алмали́нський сільський округ (каз. Алмалы ауылдық округі, рос. Алмалинский сельский округ) — адміністративна одиниця у складі Атирауської міської адміністрації Атирауської області Казахстану. Адміністративний центр — село Алмали.
Населення — 6807 осіб (2021; 3208 у 2009, 2165 у 1999, 2050 у 1989).
Станом на 1989 рік існувала Алмалинська сільська рада (села Алмали, Пам'ять Ільїча) у складі Махамбетського району, з 1993 року — Алмалинський сільський округ, з 2019 року — у складі Атирауської міської адміністрації.

## Склад
До складу округу входять такі населені пункти:
| Населений пункт | Колишні назви  | Населення, осіб (1989) | Населення, осіб (1999) | Населення, осіб (2009) | Населення, осіб (2021) |
| --------------- | -------------- | ---------------------- | ---------------------- | ---------------------- | ---------------------- |
| Алмали, село    | -              | 1548                   | 1688                   | 2263                   | 3684                   |
| Береке, село    | Пам'ять Ільїча | 502                    | 477                    | 945                    | 3123                   |